# Horváth Tibor (hegymászó)
Horváth Tibor (Surd, 1978. október 27.[forrás?] – Nepál, 2012. május 5.) hegymászó, hegyivezető, a Magyar Himalája expedíciók tagja. Ennek keretén belül Erőss Zsolttal együtt részt vett a Cso-Oju, Lhoce és Annapurna expedíciókban. Az Annapurna expedíción a hegyről lefelé jövet lavina áldozata lett.

## Pályafutása
Erőss Zsolt tanítványaként kezdett mászni, akivel több magashegyi túrán vettek részt együtt az Alpokban. 2010-ben csatlakozott a Magyarok a világ nyolcezresein expedícióhoz. Ott volt a Cso-Oju és Lhoce meghódítására törekvő csapatban is, de a csúcsokra nem sikerült feljutnia.

## Balesete
Vincze Szabolcs, az Annapurna expedíció sajtófőnöke közölte: Horváth Tibor szombat délelőtt indult vissza a 6800 méter magasan található III-as táborból az alaptábor felé. Délután négykor rádión bejelentkezett, és elmondta, hogy rossz látási viszonyok mellett és olykor mellig érő friss hóban halad a kettes tábor felé.
"Tibor nem érte el a II-es tábort, és nem jelentkezett többé rádión sem. A jelzett területek átvizsgálása ma reggelre megtörtént, és egyértelműen megállapítható, hogy egy jéglavina az alsó kötélszakaszt is leszakítva Tibort elsodorhatta, és maga alá temette" - áll az expedíció hivatalos közleményében.

## Fontosabb eredményei
- 2010 - Cso-Oju kísérlet (7100 m-ig jutott fel)[3]
- 2011 - Lhoce kísérlet (7900 m-ig jutott)[4]
- 2012 - Annapurna kísérlet (6800 m-ig jutott)[5]